# Gare de Fromental
Gare de Fromental – przystanek kolejowy w Fromental, w departamencie Haute-Vienne, w Nowa Akwitania, we Francji.
Jest przystankiem kolejowym Société nationale des chemins de fer français (SNCF), obsługiwaną przez pociągi Ter Centre i TER Limousin.

## Położenie
Znajduje się na wysokości 343 m n.p.m., na 351,562 km linii Orlean – Montauban, między stacjami La Souterraine i Bersac.